# Луке, Рихард
Рихард Луке (нем. Richard Lucae; 12 апреля 1829, Берлин — 26 ноября 1877, там же) — немецкий архитектор, последователь направления К. Шинкеля, профессор (с 1860), затем директор Королевской архитектурной академии в Берлине (с 1873).

## Биография
Обучался в Берлинской академии художеств у немецкого скульптора Иоганна Шадова. Затем под влиянием своего дяди Августа Соллера (ученика Карла Фридриха Шинкеля) Р. Луке сосредоточил свои профессиональные интересы на архитектуре.
После завершения геодезической практики (1847—1849), в 1853—1855 годах принял участие в строительстве Кёльнского собора. Затем изучал архитектуру в Берлинской строительной академии (1850—1852, 1855 −1859).
В 1859 году отправился в ознакомительную поездку в Италию, после возвращения из которой основал собственную архитектурную мастерскую в Берлине, одновременно преподавал курс гражданского строительства в Королевской строительной академии. Славился как отличный преподаватель.
В 1873 году Рихард Луке стал директором берлинской Королевской строительной академии и работал на этом посту до своей смерти в 1877 году.
В числе его учеников Фердинанд Лутмер.

## Избранные работы
Проекты Р. Луке выиграли конкурсы на сооружение муниципального театра в Магдебурге (1873—1876) и здания «Старой Оперы» (нем. Alte Oper) во Франкфурте-на-Майне (1880), ставшего одним из главных оперных залов Германии.
Р. Луке украсил прусскую столицу многими красивыми зданиями в стиле эллинизирующего Возрождения. В них он очень удачно соединял характер городского жилища с характером загородной виллы. Важнейшие из его крупных построек, Оперный театр во Франкфурте-на-Майне и дворец Борзига в Берлине, были окончены уже после его смерти.
По его проекту сооружено также здание Высшей технической школы в Берлине (ныне Берлинский технический университет) (1878—1884) .

## Галерея
- Высшая техническая школа в Берлине (1895)
- Протестантская церковь в Катовице
- Фрагмент дворца Борзига в Берлине